# 阿維拉 (密蘇里州)
阿維拉（英語：Avilla）是位於美國密蘇里州賈斯珀縣的村。

## 人口
根據2020年美國人口普查的數據，阿維拉的面積為0.51平方千米，皆為陸地。當地共有人口103人，而人口密度為每平方千米202人。